# Hoquei sobre herba als Jocs Olímpics
L'hoquei sobre herba és un esport que ha format part dels Jocs Olímpics d'Estiu des de l'edició de 1908 disputada a Londres (Regne Unit). Al llarg de la història dels Jocs Olímpics no ha estat present en les edicions de 1912 i 1924 (a causa de la creació de la Federació Internacional d'Hoquei). La primera competició en categoria femenina fou en els Jocs Olímpics d'Estiu de 1980 disputats a Moscou (Unió Soviètica).
Al llarg de la història el gran dominador d'aquest esport en categoria masculina ha estat la selecció de l'Índia i el Pakistan, si bé en aquests últims anys destaquen Austràlia, Països Baixos i Alemanya. En categoria femenina les grans dominadores són Austràlia i els Països Baixos.

## Resultats

### Categoria masculina
| Edició               | Or                                   | Argent                               | Bronze                               |
| 1908 Londres         | Regne Unit                           | Regne Unit                           | Regne Unit                           |
| 1908 Londres         | Regne Unit                           | Regne Unit                           | Regne Unit                           |
| 1912 Estocolm        | No fou inclòs en el programa olímpic | No fou inclòs en el programa olímpic | No fou inclòs en el programa olímpic |
| 1920 Anvers          | Regne Unit                           | Dinamarca                            | Bèlgica                              |
| 1924 París           | No fou inclòs en el programa olímpic | No fou inclòs en el programa olímpic | No fou inclòs en el programa olímpic |
| 1928 Amsterdam       | Índia                                | Països Baixos                        | Alemanya                             |
| 1932 Los Angeles     | Índia                                | Japó                                 | Estats Units                         |
| 1936 Berlín          | Índia                                | Alemanya                             | Països Baixos                        |
| 1948 Londres         | Índia                                | Regne Unit                           | Països Baixos                        |
| 1952 Hèlsinki        | Índia                                | Països Baixos                        | Regne Unit                           |
| 1956 Melbourne       | Índia                                | Pakistan                             | Alemanya                             |
| 1960 Roma            | Pakistan                             | Índia                                | Espanya                              |
| 1964 Tòquio          | Índia                                | Pakistan                             | Austràlia                            |
| 1968 Ciutat de Mèxic | Pakistan                             | Austràlia                            | Índia                                |
| 1972 Múnic           | RFA                                  | Pakistan                             | Índia                                |
| 1976 Mont-real       | Nova Zelanda                         | Austràlia                            | Pakistan                             |
| 1980 Moscou          | Índia                                | Espanya                              | Unió Soviètica                       |
| 1984 Los Angeles     | Pakistan                             | RFA                                  | Regne Unit                           |
| 1988 Seül            | Regne Unit                           | RFA                                  | Països Baixos                        |
| 1992 Barcelona       | Alemanya                             | Austràlia                            | Pakistan                             |
| 1996 Atlanta         | Països Baixos                        | Espanya                              | Austràlia                            |
| 2000 Sydney          | Països Baixos                        | Corea del Sud                        | Austràlia                            |
| 2004 Atenes          | Austràlia                            | Països Baixos                        | Alemanya                             |
| 2008 Pequín          | Alemanya                             | Espanya                              | Austràlia                            |
| 2012 Londres         | Alemanya                             | Països Baixos                        | Austràlia                            |
| 2016 Rio             | Argentina                            | Bèlgica                              | Alemanya                             |
| 2020 Tòquio          | Bèlgica                              | Austràlia                            | Índia                                |

### Categoria femenina
| Edició           | Or            | Argent          | Bronze         |
| 1980 Moscou      | Zimbàbue      | Txecoslovàquia  | Unió Soviètica |
| 1984 Los Angeles | Països Baixos | RFA             | Estats Units   |
| 1988 Seül        | Austràlia     | Corea del Sud   | Països Baixos  |
| 1992 Barcelona   | Espanya       | Alemanya        | Regne Unit     |
| 1996 Atlanta     | Austràlia     | Corea del Sud   | Països Baixos  |
| 2000 Sydney      | Austràlia     | Argentina       | Països Baixos  |
| 2004 Atenes      | Alemanya      | Països Baixos   | Argentina      |
| 2008 Pequín      | Països Baixos | R.P. de la Xina | Argentina      |
| 2012 Londres     | Països Baixos | Argentina       | Regne Unit     |
| 2016 Rio         | Regne Unit    | Països Baixos   | Alemanya       |
| 2020 Tòquio      | Països Baixos | Argentina       | Regne Unit     |

## Medaller

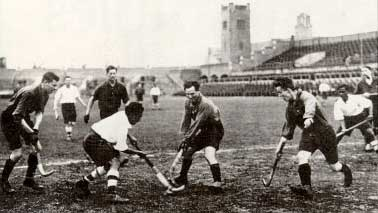
Competició l'any 1928.

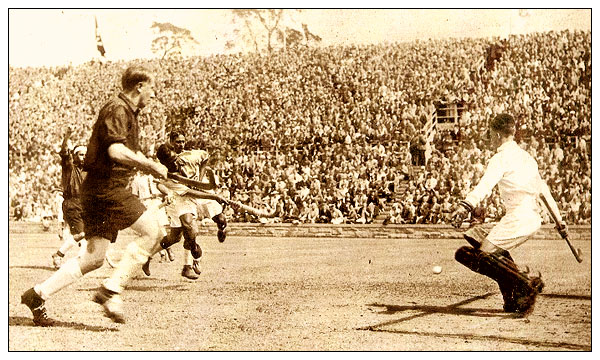
Competició l'any 1932.

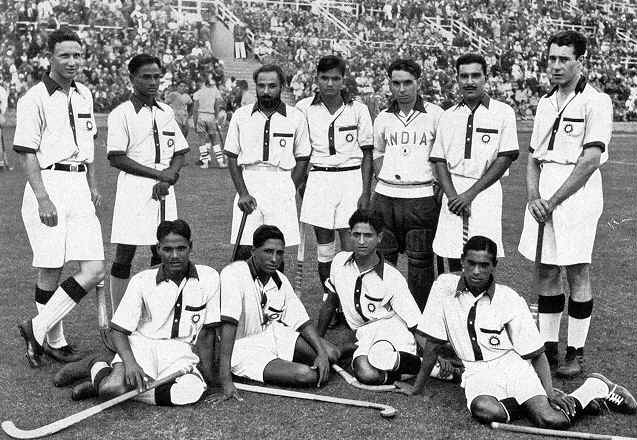
Equip indi a l'edició de 1936.

en cursiva: CONs desapareguts.
Actualització: Jocs Olímpics Tòquio 2020.
| Posició | País                   | Or | Plata | Bronze | Total |
| 1       | Índia                  | 8  | 1     | 3      | 12    |
| 2       | Països Baixos          | 6  | 6     | 6      | 18    |
| 3       | Austràlia              | 4  | 4     | 5      | 13    |
| 4       | Regne Unit             | 4  | 2     | 7      | 13    |
| 5       | Alemanya               | 4  | 2     | 4      | 10    |
| 6       | Pakistan               | 3  | 3     | 2      | 8     |
| 7       | Argentina              | 1  | 3     | 2      | 6     |
| 8       | Espanya                | 1  | 3     | 1      | 5     |
| 9       | RFA                    | 1  | 3     | 0      | 4     |
| 10      | Bèlgica                | 1  | 1     | 1      | 3     |
| 11      | Nova Zelanda           | 1  | 0     | 0      | 1     |
| 11      | Zimbàbue               | 1  | 0     | 0      | 1     |
| 13      | Corea del Sud          | 0  | 3     | 0      | 3     |
| 14      | R.P. de la Xina        | 0  | 1     | 0      | 1     |
| 14      | Dinamarca              | 0  | 1     | 0      | 1     |
| 14      | Japó                   | 0  | 1     | 0      | 1     |
| 14      | Txecoslovàquia         | 0  | 1     | 0      | 1     |
| 18      | Estats Units           | 0  | 0     | 2      | 2     |
| 18      | Unió Soviètica         | 0  | 0     | 2      | 2     |
| 20      | Equip unificat alemany | 0  | 0     | 1      | 1     |
| Total   | Total                  | 35 | 35    | 36     | 106   |

## Medallistes més guardonats

### Categoria masculina
| Nom                  | CON           | Anys      | Or | Plata | Bronze | Total |
| Leslie Claudius      | Índia         | 1948-1960 | 3  | 1     | 0      | 4     |
| Udham Singh          | Índia         | 1952-1964 | 3  | 1     | 0      | 4     |
| Teun de Nooijer      | Països Baixos | 1996-2012 | 2  | 2     | 0      | 4     |
| Richard Allen        | Índia         | 1928-1936 | 3  | 0     | 0      | 3     |
| Dhyan Chand          | Índia         | 1928-1936 | 3  | 0     | 0      | 3     |
| Ranganandhan Francis | Índia         | 1948-1956 | 3  | 0     | 0      | 3     |
| Randhir Singh Gentle | Índia         | 1948-1956 | 3  | 0     | 0      | 3     |
| Balbir Singh         | Índia         | 1948-1956 | 3  | 0     | 0      | 3     |

### Categoria femenina
| Nom                    | CON           | Anys      | Or | Plata | Bronze | Total |
| Luciana Aymar          | Argentina     | 2000-2012 | 0  | 2     | 2      | 4     |
| Rechelle Hawkes        | Austràlia     | 1988-2000 | 3  | 0     | 0      | 3     |
| Fatima Moreira de Melo | Països Baixos | 2000-2008 | 1  | 1     | 1      | 3     |
| Minke Booij            | Països Baixos | 2000-2008 | 1  | 1     | 1      | 3     |
| Minke Smabers          | Països Baixos | 2000-2008 | 1  | 1     | 1      | 3     |
| Paz Hernández          | Argentina     | 2000-2008 | 0  | 1     | 2      | 3     |
| Paola Vukojicic        | Argentina     | 2000-2008 | 0  | 1     | 2      | 3     |